# Каризио
Каризио (итал. Carisio, пьем. Caris) — коммуна в Италии, располагается в регионе Пьемонт, в провинции Верчелли.
Население составляет 923 человека (2008 г.), плотность населения составляет 31 чел./км². Занимает площадь 30 км². Почтовый индекс — 13040. Телефонный код — 0161.
Покровителем коммуны почитается священномученик Лаврентий, празднование 10 августа.

## Демография
Динамика населения:

## Администрация коммуны
- Официальный сайт: